# Baslieux-lès-Fismes

Baslieux-lès-Fismes este o comună în departamentul Marne, Franța. În 2009 avea o populație de 296 de locuitori.